# Lesjaverk Station
Lesjaverk Station (Lesjaverk stasjon) er en jernbanestation, der ligger i området Lesjaverk i Lesja kommune på Raumabanen i Norge. Stationen består af et spor med perron samt en stationsbygning med ventesal og yderligere en bygning, der begge er opført i brunmalet træ. Stationsbygningen er opført efter tegninger af Gudmund Hoel og Bjarne Friis Baastad.
Stationen blev åbnet sammen med den første del af banen fra Dombås til Bjorli 19. november 1921, tre år før færdiggørelsen af resten. Den blev nedgraderet til trinbræt 1. juni 1970. Betjeningen med persontog ophørte 29. maj 1988 men blev genoptaget 1. september 1989.